# Reinhold Hanning
Reinhold Hanning (* 28. Dezember 1921 in Helpup; † 30. Mai 2017 in Lage) war ein deutscher SS-Unterscharführer und wurde als solcher zur Leitung von Wachmannschaften in den Konzentrationslagern Auschwitz und Sachsenhausen eingesetzt. Hanning wurde 2016 wegen Beihilfe zum Mord in mindestens 170.000 Fällen zu fünf Jahren Haft verurteilt. Das Urteil wurde allerdings nicht rechtskräftig, da das Verfahren bei Hannings Tod noch anhängig war.

## Leben
Hanning wuchs im lippischen Billinghausen auf, wo er vom 7. bis zum 14. Lebensjahr die Volksschule besuchte. Danach arbeitete er in einer Fabrik. Mit 14 Jahren trat er der Hitlerjugend bei. Zum 25. Juli 1940 meldete er sich freiwillig zur Waffen-SS. Am 25. Juli 1940 wurde er Angehöriger der SS-Division „Das Reich“. Er war zunächst in Frankreich eingesetzt. Danach folgte sein Einsatz mit der Division an der Ostfront. Bei Kiew wurde er verwundet. Im Januar 1942 erfolgte seine Versetzung zum SS-Totenkopf-Sturmbann Auschwitz. Im Februar 1943 stieg er dort vom SS-Sturmmann zum SS-Rottenführer auf. Zum 1. September 1943 wurde er zum Unterscharführer befördert. Im Juni 1944 erfolgte seine Versetzung zum SS-Totenkopf-Wachbataillon Sachsenhausen. In Neuruppin kam Hanning im Mai 1945 in Kriegsgefangenschaft, aus der er in Munsterlager am 20. Mai 1948 entlassen wurde. Anschließend arbeitete er als Koch für die britischen Streitkräfte in Lage (Lippe). Für ein Molkereifachgeschäft in Lage arbeitete er ab 1949 als Fahrer und Verkäufer. Er baute in den 1950er Jahren in Lage ein Haus, in dem er 2017 verstarb. 1964 übernahm er das Molkereifachgeschäft in Lage und führte es bis zum Beginn seiner Rente im Jahr 1984.
Bereits in seinem 1954 gestellten Antrag auf Leistungen nach dem Kriegsgefangenenentschädigungsgesetz hatte Hanning die Tätigkeit in beiden KZ verschwiegen.

## Strafprozess
Am 10. Februar 2015 klagte die Staatsanwaltschaft Dortmund – Zentralstelle im Land Nordrhein-Westfalen für die Bearbeitung von nationalsozialistischen Massenverbrechen – Hanning wegen Beihilfe zu verschiedenen „Tötungshandlungen“ an, die er in seiner Tätigkeit als Angehöriger der Wachmannschaft der Lager Auschwitz I und Auschwitz II geleistet haben soll, insbesondere im Zusammenhang mit der sogenannten „Ungarn-Aktion“, mit Massenerschießungen, Selektionen und einer Verantwortung für die Lebensverhältnisse von Gefangenen. Hanning bestritt noch vor Beginn der Hauptverhandlung, an diesen „Tötungshandlungen“ beteiligt gewesen zu sein. Über eine Erklärung seiner Rechtsanwälte räumte er allerdings ein, von Massenmorden gewusst zu haben. Am 29. April 2016 verlas Hanning, der an den vorangegangenen zwölf Prozesstagen der am 11. Februar 2016 eröffneten Hauptverhandlung des Landgerichts Detmold (Schwurgerichtskammer) beharrlich zu den Vorwürfen geschwiegen hatte, eine persönliche Erklärung des Bedauerns und bat um Entschuldigung. Ein Geständnis hinsichtlich der ihm vorgeworfenen Beihilfe erfolgte jedoch nicht. Als Zeugen nahmen unter anderem die ehemaligen KZ-Gefangenen Leon Schwarzbaum, Justin Sonder und Erna de Vries an dem Prozess teil.
Am 17. Juni 2016 wurde Hanning im Detmolder Auschwitzprozess der Beihilfe zum Mord in mindestens 170.000 Fällen schuldig gesprochen und zu fünf Jahren Freiheitsstrafe verurteilt. Sein Verteidiger hatte allerdings Revision eingelegt, die nach damaliger Ansicht vermutlich durch die Revisionsentscheidung des Bundesgerichtshofs im Fall Oskar Gröning beeinflusst worden wäre. Jedoch verstarb Reinhold Hanning am 30. Mai 2017 im Alter von 95 Jahren, was als Verfahrenshindernis die Einstellung des Strafverfahrens nach sich zog, so dass das Urteil nie rechtskräftig wurde.